# Sista given
Sista given är en amerikansk film från 1949 i regi av Mervyn LeRoy. Filmen bygger på en bok av Edward Harris Heth.

## Handling
Charley Enley Kyng driver ett illegalt kasino. Han får av sin läkare reda på att han lider av en svår hjärtsjukdom och bör undvika stress. Han försöker bli sams med sin fru samtidigt som allt mer dramatiska händelser inträffar på kasinot.

## Rollista
- Clark Gable - Charley Enley Kyng
- Alexis Smith - Lon Kyng
- Wendell Corey - Robbin Elcott
- Audrey Totter - Alice Elcott
- Frank Morgan - Jim Kurstyn
- Mary Astor - Ada
- Lewis Stone - Ben Gavery Snelerr
- Barry Sullivan - Tycoon
- Marjorie Rambeau - Sarah Calbern
- Edgar Buchanan - Ed
- Leon Ames - Dr. Palmer
- Richard Rober - Debretti
- William Conrad - Frank Sistina
- Darryl Hickman - Paul
- Dorothy Comingore - Mrs. Purcell